# Tsade
是许多闪米特语言中的第十八个字母，包括腓尼基字母、亚兰字母、希伯来字母‎以及阿拉伯字母‎。其原先的发音为/t͡sˤ/，不过在现代各闪米特语言中已有所变化。
腓尼基字母还演变为了希腊字母Ϻ和Ϡ、伊特拉斯坎字母𐌑（Ś）、西里尔字母Ц。
与其相对应的乌加里特字母则是𐎕（ṣade）。